# Franz Esser (Fußballspieler)
Franz „Seppl“ Esser (* 20. Januar 1900 in Kiel; † 21. September 1982 ebenda) war ein deutscher Fußballspieler. Zu Anfang seiner Karriere war er ein reiner Linksaußen, später entwickelte er sich zu einem gefürchteten Torjäger.

## Vereinskarriere
Esser fand schon mit elf Jahren den Weg zum Holstein Kiel und debütierte bereits mit 15 Jahren in der ersten Mannschaft. In der Saison 1922/23 wechselte Esser zum Konkurrenten ABTS Bremen, woraufhin er von Holstein Kiel „lebenslang“ gesperrt wurde. 1923 wurde er aber schon wieder begnadigt, er durfte zu seinem Heimatverein zurückkehren. Esser war bekannt für seine Kondition und galt mittlerweile als Torjäger und Vorbereiter. Viele Jahre setzte er seine Karriere bei Holstein Kiel fort, die 1930 mit dem Gewinn der deutschen Vizemeisterschaft ihren Höhepunkt fand. Im Finale der Endrunde verlor man knapp gegen Hertha BSC 4:5. Von 1926 bis 1932 stand der Kieler Angriffsspieler sieben Jahre in Folge mit seiner Mannschaft in der Endrunde um die deutsche Fußballmeisterschaft. Dabei kam er auf 16 Einsätze mit sechs Toren. Dreimal reichte es im Norden in den Jahren 1926, 1927 und 1930 zu Meisterehren, viermal nahm „Seppl“ mit den „Störchen“ als Vizemeister des Nordens an der Endrunde teil. 1932 beendete Esser seine Karriere als Spieler bei Holstein Kiel, wurde aber während des Krieges gelegentlich reaktiviert und blieb dem Verein bis zu seinem Tod u. a. als Spielausschuss-Obmann und Trainer erhalten.

## Nationalmannschaft
Bereits mit 17 Jahren spielte Franz Esser zum ersten Mal im Trikot der Auswahlmannschaft Norddeutschlands. Insgesamt wurde er in 34 Spielen eingesetzt. In den Jahren 1919 (Kronprinzen/Bundespokal) und 1925 (Bundespokal) stand er zweimal in den Siegerteams aus Norddeutschland. In der deutschen Nationalmannschaft debütierte er am 2. Juli 1922 beim Länderspiel in Bochum gegen Ungarn, welches torlos 0:0 ausging. Esser kam in diesem Spiel lediglich zum Einsatz, weil der Nürnberger Hans Sutor verletzungsbedingt passen musste. Trotz guter Kritiken wurde Esser nie wieder für ein Spiel der Nationalmannschaft berücksichtigt.

## Sonstiges
Nach seiner aktiven Karriere blieb Esser weiterhin seinem Verein treu und diente Holstein Kiel als Trainer und Ligaobmann. Später wurde er zum Ehren-Ligaobmann ernannt und war bis zu seinem Tod ein ständiger Begleiter der Ligamannschaft.
Esser trat zum 1. Mai 1937 der NSDAP bei (Mitgliedsnummer 3.948.604). Er war Versicherungskaufmann in Kiel.